# Hamburgerstraat 30
Hamburgerstraat 30 in de Nederlandse stad Utrecht is een monumentaal voormalig gerechtsgebouw. Van 1912 - 1979 was het kantongerecht Utrecht er gezeteld. In 2001 kreeg het pand de waardering van rijksmonument. 
Het is rond 1912 gebouwd in het stadscentrum ter huisvesting van een kantongerecht. De ingenieur-architect van Justitie W.C. Metzelaar ontwierp op het terrein van de voormalige Paulusabdij het gebouw op een L-vormige plattegrond. Het bouwwerk is onderkelderd met daarboven twee bouwlagen en schilddaken, voornamelijk vormgegeven in een van de neorenaissance afgeleide bouwstijl. De gevels zijn grotendeels uitgevoerd in tweekleurig metselwerk (strengperssteen). Tot omstreeks 2000 is het in gebruik geweest als gerechtsgebouw. Het gebouw vormt cultuurhistorisch gezien een ensemble met een besloten pleintje inclusief onder meer het op nummer 28 gelegen voormalige paleis van justitie van Utrecht.